# Amata flavocingulata
Amata flavocingulata là một loài bướm đêm thuộc phân họ Arctiinae, họ Erebidae.